# Dungeness Reef
Dungeness Reef, även kallat Jeaka Reef, är ett rev i Australien.   Det ligger i Torres sund i delstaten Queensland. 